# Kołowinek
Kołowinek (niem. Kollogienen) – osada leśna w Polsce położona w województwie warmińsko-mazurskim, w powiecie mrągowskim, w gminie Piecki. Miejscowość wchodzi w skład sołectwa Dobry Lasek. W latach 1975–1998 miejscowość administracyjnie należała do województwa olsztyńskiego.
Leśniczówka nad rzeką Kołowinką.

## Historia
Osada leśna nad rzeką Kołowinką powstała w średniowieczu. Istniała tu huta (kuźnica). W 1544 r. niejaki Zachariasz z Piecek otrzymał zezwolenia na wybudowania karczmy obok kuźnicy hutniczej, wraz z należącym do karczmy polem o wielkości 10 półkorcy zasiewu. W 1620 r. zamknięto hutę ze względu na brak rudy darniowej. Po likwidacji kuźnicy w osadzie powstał młyn wodny (dziedziczna dzierżawa), obok którego powstała wieś na prawie chełmińskim. W 1785 r. we wsi było 12 domów. W 1838 r. w Kołowinku było 8 domów z 84 mieszkańcami. W tym czasie nie było już młyna, ale istniała leśniczówka. 
W 1908 r. wiejską gminę Kołowinek rozwiązano a grunty zalesiono. Pozostała tylko leśniczówka (należąca do Nadleśnictwa Krutyń) wraz z później powstałym osiedlem robotniczym. 
W 1926 r. ówczesne władze niemieckie, zmieniły urzędową nazwę wsi z Kollogienen na Modersohn.
W 1949 r. osada nosiła urzędową nazwę Kosowiec.